# 2010년 세계 레슬링 선수권 대회
틀:FILA 레슬링 대회 정보
2010년 FILA 세계 레슬링 선수권 대회는 2010년 9월 6일부터 9월 12일까지 러시아 모스크바 올림픽 스타디움에서 열린 54번째 세계 레슬링 선수권 대회이다.